# Bonneville (Belgique)
Pour les articles homonymes, voir Bonneville.
Bonneville (en wallon Boun'vèye) est une section de la ville belge d'Andenne située en Région wallonne dans la province de Namur.
Section de la commune de Sclayn, Bonneville en fut séparée et érigée en commune distincte avec neuf conseillers communaux par la loi du 10 août 1903 (Moniteur belge du 19 août 1903). Bonneville fut donc une commune à part entière de 1903 jusqu'à la fusion des communes de 1977, quand elle devint section de la ville d'Andenne. 

## Géographie
Bonneville se situe en contre-haut de Thon-Samson et de Andenne. Appartenant à la commune d'Andenne, Bonneville est un village s'étendant sur 9,08 kilomètres carrés.

### Hameaux et lieux-dits
Lieux et lieux-dits : Bruyère, Chaudin, Chaufour, Dhuy, Fessine, Joskinhaie, Muache, Reux, Rouvroy, Sterpisse, Trichenne, Trois-Frères.

## Évolution démographique
- Source: DGS, 1831 à 1970=recensements population, 1976= habitants au 31 décembre

## Liste des bourgmestres de 1977 à aujourd'hui
Appartenant à Andenne, Bonneville a donc eu droit aux mêmes bourgmestres qu'Andenne.
| Période | Période  | Identité         | Étiquette | Qualité |
| ------- | -------- | ---------------- | --------- | ------- |
| 1977    | 2024     | Claude Eerdekens | PS        | Avocat  |
| 2024    | En cours | Vincent Sampaoli | PS        |         |

## Patrimoine et culture

### Patrimoine architectural
- Le château de Bonneville était anciennement une ferme constituée d'une tour donjon du XVe siècle. En 1617, Jacques de Zualart personnage fortuné et bourgmestre de Namur achète le domaine, devient seigneur de Sclayn-Bonneville et entame la construction de l'aile principale Nord du bâtiment qui devient de ce fait un château harmonieux doté d'une façade de style Renaissance mosane caractérisée par l'alternance de briques et de cordons de pierres calcaires. Tilmant de Zualart, fils de Jacques se ruine lors de la poursuite de la construction et c'est son créancier principal, le chevalier Jean-Hubert de Tignée qui devient vers 1690 le nouveau propriétaire et seigneur de Bonneville ; depuis lors le château de Bonneville n'a plus été vendu depuis dix générations et appartient encore aujourd'hui à son descendant direct, le chevalier Baudouin de Theux et à son épouse. La propriété n'a quasiment plus changé d'aspect ; le XVIIIe siècle l'enjolive de beaux salons et de jardins à la française.
- La ferme de Dhuy, rue de Strud. Ancienne propriété de Namur, seigneurs de Dhuy et de Flostoy, relevant auparavant de l'abbaye de Cornelimunster, quadrilatère datant du XVIe au XVIIIIe siècle[2].
- L'église Saint-Firmin. Edifice de la 2e moitié du XIe siècle[3].

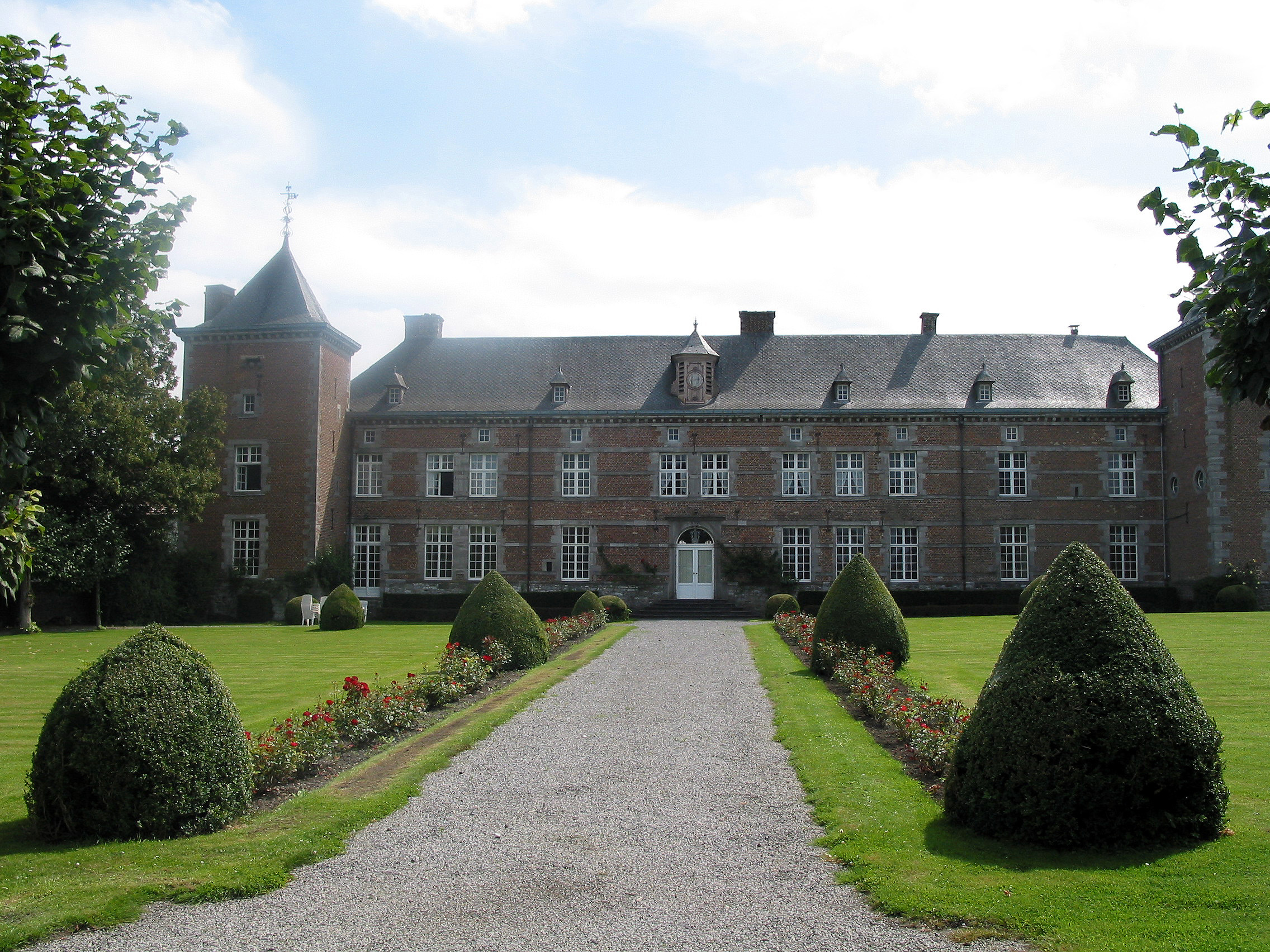
Le château.
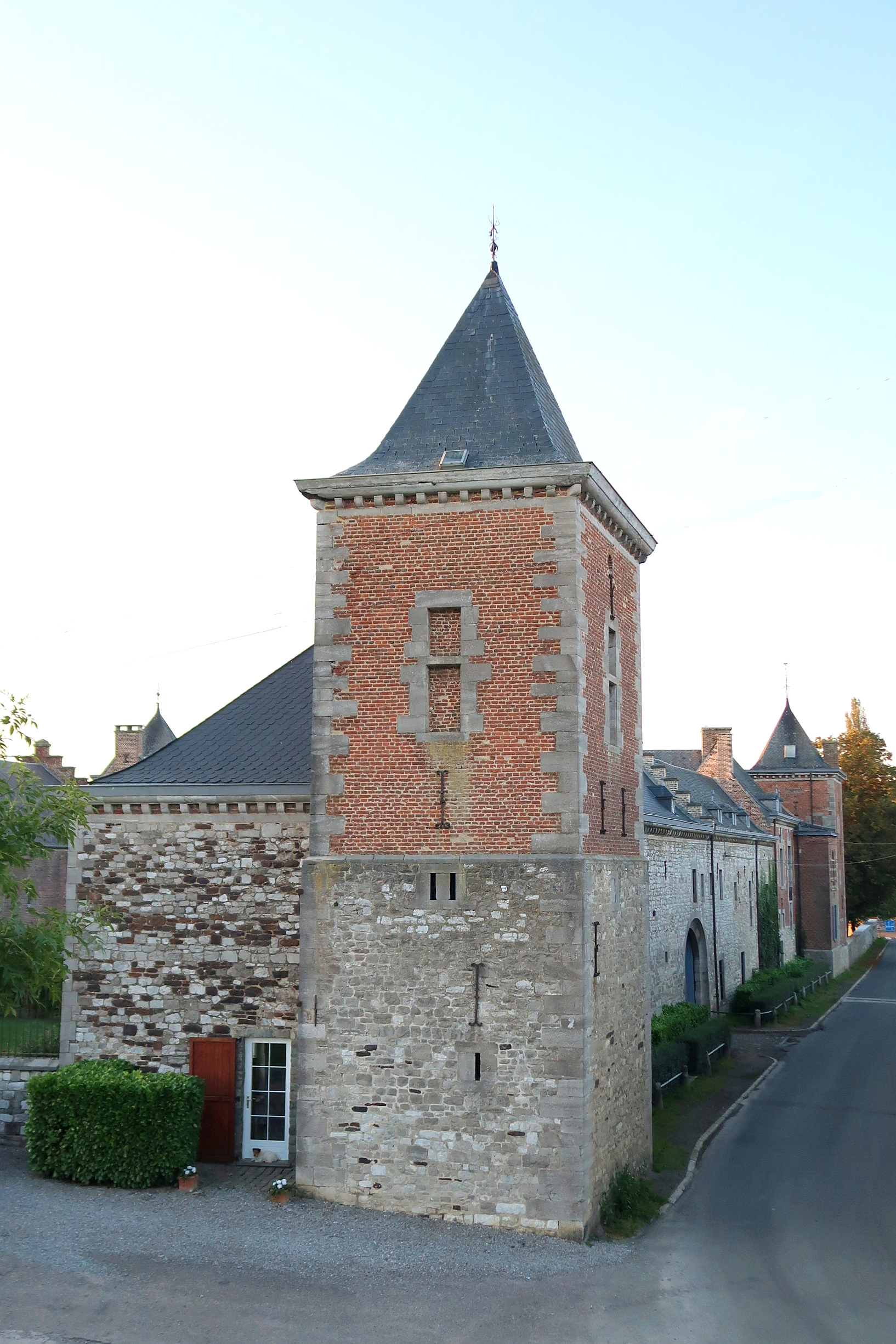
Côté sud du château.
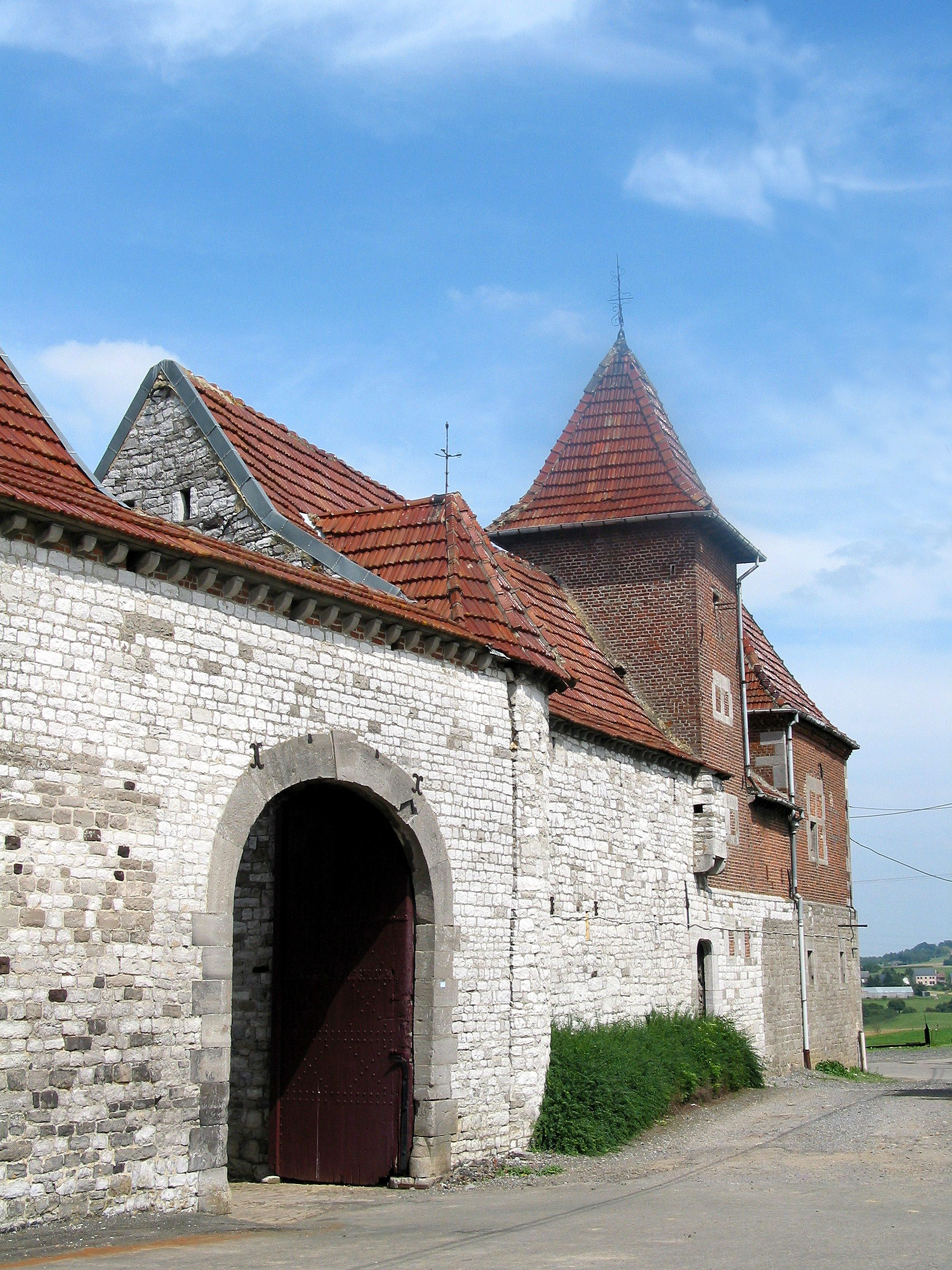
La ferme de Dhuy.
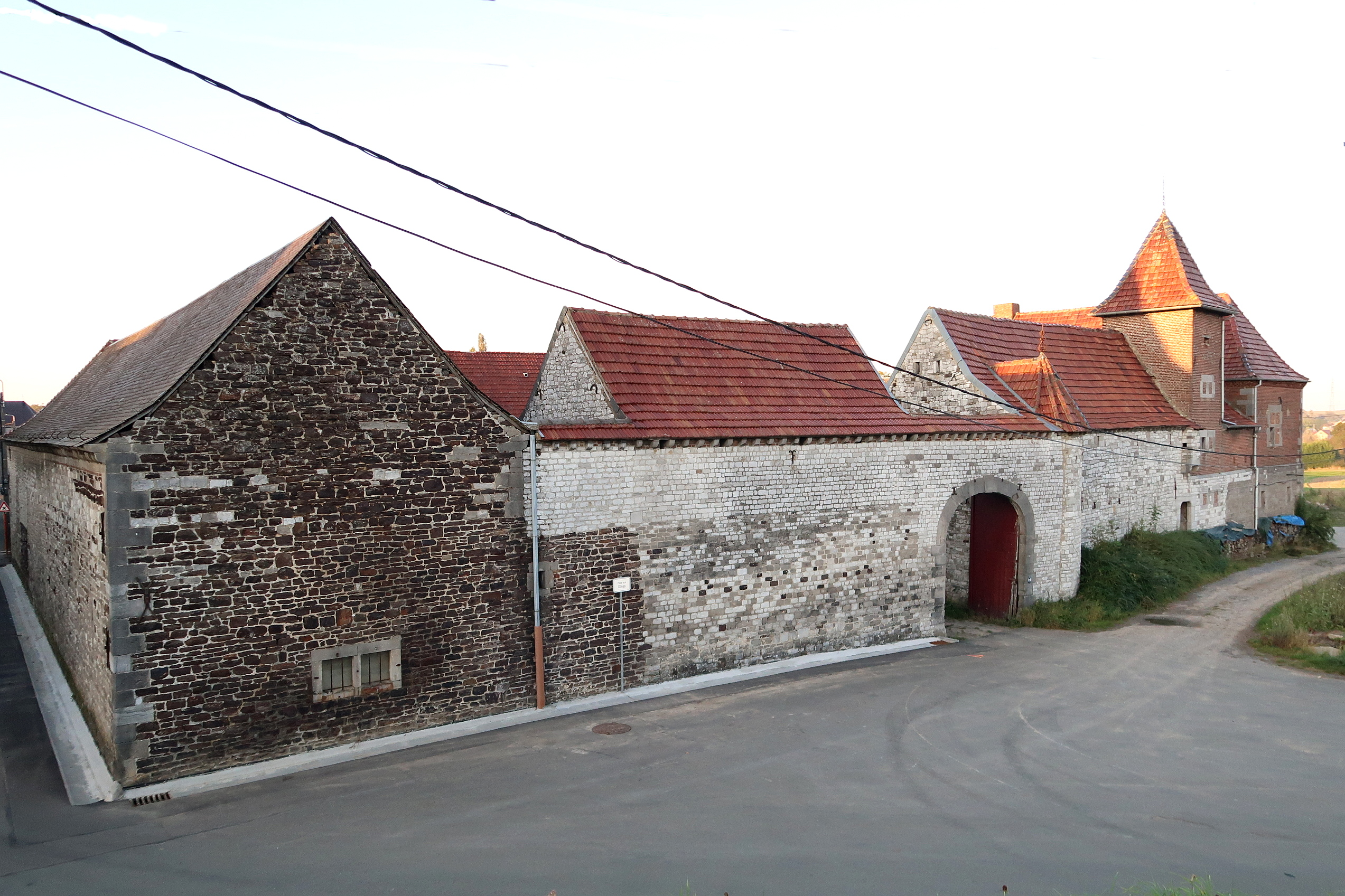
La ferme de Dhuy.

## Enseignement
Bonneville bénéficie de deux écoles primaires, (de la première maternelle à la quatrième primaire) situées en face et derrière l'église du village.